# Henschel 503
Mit der internen Bezeichnung 503 bezeichnete der Hersteller Henschel-Werke eine Lkw-Baureihe mit Frontlenkerfahrerhaus, die auf der IAA 1961 vorgestellt wurde. Die vom französischen Designer Louis Lucien Lepoix entworfenen kubischen Kabinen gab es sowohl mit als auch ohne Schlafkabine. Die Kabinen waren zunächst ausschließlich fest montiert. Die Typenpalette umfasste anfangs zweiachsige Sattelzugmaschinen (TS), Pritschenwagen (TL), Pritschenkipper (TK) und Transportbetonmischer (TBM).
Im Frühjahr 1962 entfielen die Zusatzblinker oberhalb der Scheinwerfer und der silberner Henschel-Schriftzug an der Front war nun auf einem trapezförmigen schwarzen Schild angebracht. Ab 1963 wurden auch dreiachsige Lkw angeboten. 1964 erhielt das Dach eine Luke. Anfang 1965 wurden die runden Scheinwerfer durch ovale ersetzt. Zur IAA 1965 wurden die Kabinen auch kippbar angeboten, bei den kippbaren Kabinen wanderten die Scheinwerfer in die Stoßstange. Bei den kippbaren Kabinen war der Henschel-Schriftzug schwarz auf einem rechteckigen silbernen Schild und die seitlichen Blinker waren nun größer und rechteckig und tiefer angebracht. Diese Änderungen wurden beim festen Fahrerhaus erst 1967 nachgezogen. Zur IAA 1967 wurden die Lkw mit kippbarer Kabine durch die Nachfolgebaureihe 504 abgelöst, während die mit festem Fahrerhaus noch bis Anfang 1972 angeboten wurden, ab 1969 ohne Henschel-Stern mit Hanomag-Henschel-Schriftzug.

## Typen

### HS 12 T
Ab Anfang 1962 wurde mit einem zulässigen Gesamtgewicht von 12 Tonnen der HS 12 TL als Pritschenwagen mit 4.350 mm oder 4.800 mm Radstand und 5.500 mm bzw. 6.500 mm Pritschenlänge mit Schlafkabine oder 6.000 mm bzw. 7.000 mm Pritschenlänge ohne Schlafkabine angeboten. 1966 entfiel der lange Radstand. Außerdem gab es die HS 12 TS Sattelzugmaschine mit 3.120 mm Radstand.
Angetrieben wurde der HS 12 T von einem Reihensechszylinder mit 150 PS und 6.126 ccm Hubraum, ab 1966 auch mit 132 PS erhältlich.
Der HS 12 T wurde ausschließlich mit festen Fahrerhaus angeboten und 1967 durch den F 122 ersetzt.

### HS 14 T
Von 1961 bis 1967 wurde mit einem zulässigen Gesamtgewicht von 14 Tonnen der HS 14 TL als Pritschenwagen mit 4.350 mm Radstand und 5.500 mm Pritschenlänge mit Schlafkabine oder 6.000 mm Pritschenlänge ohne Schlafkabine angeboten. Außerdem gab es den HS 14 TK Pritschenkipper und die HS 14 TS Sattelzugmaschine mit jeweils 3.360 mm Radstand. Die Länge der Kippbrücke betrug 4.000 mm.
Angetrieben wurde der HS 14 T von einem Reihensechszylinder mit 180 PS und 11.045 ccm Hubraum.
1965 erhielt zunächst nur der Pritschenwagen die kippbare Kabine, die Sattelzugmaschine erst im November 1966, während der Pritschenkipper nur mit festen Fahrerhaus angeboten wurde.

### HS 15 T
Ab Herbst 1962 wurde mit einem zulässigen Gesamtgewicht von 15 Tonnen der HS 15 TL als Pritschenwagen mit 4.350 mm Radstand und 5.500 mm Pritschenlänge mit Schlafkabine oder 6.000 mm Pritschenlänge ohne Schlafkabine angeboten. Außerdem gab es den HS 15 TK Pritschenkipper und die HS 15 TS Sattelzugmaschine mit jeweils 3.360 mm Radstand. Die Länge der Kippbrücke betrug 4.200 mm.
Angetrieben wurde der HS 15 T von einem Reihensechszylinder mit 192 PS und 11.045 ccm Hubraum.
Zur IAA 1965 wurde der Motor überarbeitet und leistete nun 200 PS. Die kippbare Kabine wurde nur für die Sattelzugmaschine angeboten, Pritschenkipper und der ab 1965 nur noch im Export angebotene Pritschenwagen behielten bis zum Produktionsende 1967 das feste Fahrerhaus.

### HS 16/19 T
Von 1961 bis 1967 wurde mit einem zulässigen Gesamtgewicht von 16 Tonnen der HS 16 TL als Pritschenwagen mit 4.700 mm Radstand und 5.500 mm Pritschenlänge mit Schlafkabine oder 6.000 mm Pritschenlänge ohne Schlafkabine angeboten. Außerdem gab es den HS 16 TK Pritschenkipper und die HS 16 TS Sattelzugmaschine mit jeweils 3.625 mm Radstand. Die Länge der Kippbrücke betrug 4.500 mm, die Zugmaschine gab es auch mit 3.360 mm Radstand.
Angetrieben wurde der HS 16 T von einem Reihensechszylinder mit 192 PS und 11.045 ccm Hubraum.
Bis 1964 war der HS 16 T mit Trilex-Stahlgußrädern ausgestattet, danach wie die HS 12/14/15 T mit Stahlscheibenrädern.
Zur IAA 1965 wurde der Motor überarbeitet und leistete nun 200 PS. Mit Ausnahme des Pritschenkippers erhielt der HS 16 T die kippbare Kabine, die Sattelzugmaschine gab es nur noch mit 3.300 mm Radstand.
Die Exportversionen HS 19 T waren mit dem HS 16 T weitgehend identisch, jedoch betrug hier das zulässige Gesamtgewicht 19 Tonnen, das feste Fahrerhaus war auch nach 1965 noch für alle Versionen erhältlich.

### HS 15/16 TBM
Von 1961 bis 1967 gab es den Transportbetonmischer als HS 16 TBM mit 16 Tonnen zulässigem Gesamtgewicht und von 1961 bis 1963 mit 15,35 Tonnen zulässigem Gesamtgewicht und von 1966 bis 1967 mit 15,5 Tonnen zulässigem Gesamtgewicht als HS 15 TBM.
Der Radstand betrug 3.360 mm, angeboten wurde der 2-achsige Transportbetonmischer stets mit festem Fahrerhaus und Stahlscheibenrädern.
Angetrieben wurde der HS 15/16 TBM von einem Reihensechszylinder mit 6.126 ccm Hubraum und 132 oder 150 PS, erst ab 1965 war optional der Reihensechszylinder mit 180 PS und 11.045 ccm Hubraum erhältlich.

### HS 16 TA
Von 1964 bis 1967 gab es den 16 Tonner auch mit Allradantrieb als HS 16 TAK Pritschenkipper und HS 16 TAS Sattelzugmaschine mit jeweils 3.625 mm Radstand.
Die Länge der Kippbrücke betrug 4.500 mm. Verbaut wurde ausschließlich das feste Fahrerhaus ohne Schlafkabine. Als Besonderheiten war die Frontscheibe geteilt und die stets runden Scheinwerfer befanden sich in der Stoßstange. Der Kipper hatte Trilex-Stahlgußrädern, die Sattelzugmaschine Stahlscheibenrädern.
Angetrieben wurde der HS 16 TA von einem Reihensechszylinder mit 11.045 ccm Hubraum, der anfangs 192 PS und ab 1966 210 PS leistete.

### HS 22/26 T
Auf der IAA 1963 wurde die erste 6x4-Version vorgestellt. Angeboten wurde mit einem zulässigen Gesamtgewicht von 22 Tonnen der HS 22 TL als Pritschenwagen mit 4.145 + 1.310 mm Radstand und 6.000 mm Pritschenlänge mit Schlafkabine oder 6.500 mm Pritschenlänge ohne Schlafkabine. Außerdem gab es den HS 22 TBM Transportbetonmischer, den HS 22 TK Pritschenkipper und die HS 22 TS Sattelzugmaschine mit jeweils 2.745 + 1.310 mm Radstand. Die Länge der Kippbrücke betrug 4.500 mm.
Angetrieben wurde der HS 22 T von einem Reihensechszylinder mit 11.045 ccm Hubraum und 192 PS (Betonmischer bis 1966 180 PS), ab 1964 auch mit 235 PS (Betonmischer 210 PS).
Zur IAA 1965 wurde auf die kippbare Kabine umgestellt, lediglich Transportbetonmischer und Pritschenkipper gab es weiterhin mit festem Fahrerhaus.
Der HS 22 TL hatte nun einen Radstand von 4395 + 1310 mm, die Pritschenlänge wuchs um 500 mm. Den Transportbetonmischer gab es nun auch als HS 26 TBM mit 26 Tonnen zulässigem Gesamtgewicht.

### HS 22 TLN
Ab 1963 gab es auch mit dem HS 22 TLN auch eine 6x2-Version mit einzelbereifter Nachlaufachse als Fahrgestell oder mit Pritschenaufbau.
Die erste Version mit fester Kabine hatte einen Radstand von 4.360 + 1.310 mm Radstand, die zweite Version ab Herbst 1965 mit kippbarer Kabine gab es in den Radständen 4.100 + 1.310 mm und 4.585 + 1.310 mm, letztere gab es mit 7.000 mm Pritschenlänge mit Schlafkabine oder 7.500 mm Pritschenlänge ohne Schlafkabine. 1967 wurde der HS 22 TLN mit 4.100 + 1.310 mm Radstand auch wieder mit festem Fahrerhaus angeboten.
Angetrieben wurde der HS 22 TLN von einem Reihensechszylinder mit 11.045 ccm Hubraum mit anfangs 192 PS, ab 1965 wahlweise mit 180, 210 oder 240 PS.

### F 122/140
Von 1967 bis 1968 wurde mit einem zulässigen Gesamtgewicht von 12 Tonnen der F 122 L als Pritschenwagen mit 4.350 mm Radstand und 5.500 mm Pritschenlänge mit Schlafkabine oder 6.000 mm Pritschenlänge ohne Schlafkabine angeboten. Außerdem gab es den F 122 K Pritschenkipper und die F 122 S Sattelzugmaschine mit 3.120 mm Radstand. Die Länge der Kippbrücke betrug 3.800 mm.
Den Pritschenwagen gab es auch mit 14,4 Tonnen zulässigem Gesamtgewicht als F 140 L.
Angetrieben wurden F 122 und F 140 von einem Reihensechszylinder mit 160 PS und 7.788 ccm Hubraum, verbaut wurde das feste Fahrerhaus.

### F 141
Von 1967 bis 1968 wurde mit einem zulässigen Gesamtgewicht von 14 Tonnen der F 141 L als Pritschenwagen mit 4.350 mm Radstand und 6.000 mm Pritschenlänge mit Schlafkabine oder 6.300 mm Pritschenlänge ohne Schlafkabine angeboten. Außerdem gab es den F 141 K Pritschenkipper mit 3.100 mm Radstand und die F 141 S Sattelzugmaschine mit 3.350 mm Radstand. Die Länge der Kippbrücke betrug 4.000 mm.
Angetrieben wurden F 141 von einem Reihensechszylinder mit 186 PS und 11.943 ccm Hubraum, verbaut wurde die kippbare Kabine.

### F 161/191/221/261
Ab 1967 wurden Allradkipper (AK), Kipper (K) und Betonmischer (BM) mit dem festen Fahrerhaus angeboten, 2-achsig mit 16 (F 161) oder 19 Tonnen (F 191) und als 3-achsig mit 22 (F 221) oder 26 Tonnen (F 261) zulässigem Gesamtgewicht. Der Allradkipper verfügte weiterhin über geteilter Windschutzscheibe und runde Scheinwerfern in der Stoßstange. 1968 wurden die Kipper auf die Nachfolge-Baureihe 504 umgestellt, der 6x4-Transportbetonmischer blieb noch bis Anfang 1972 im Programm. Angetrieben wurden sie von einem Reihensechszylinder mit 11.943 ccm Hubraum und 230 PS, ab Herbst 1969 240 PS. Die Länge der Kippbrücke betrug jeweils 4.500 mm.